# Fort Cavazos
Fort Cavazos je naseljeno mjesto za statističke potrebe u američkoj saveznoj državi Teksas. Prema popisu stanovništva iz 2010. u njemu je živjelo 29.589 stanovnika.